# Sabri Boukadoum
Sabri Boukadoum (en árabe: صبري بوقادوم ; nacido el 1 de septiembre de 1958) es un político argelino desde abril de 2019 Ministro de Asuntos Exteriores de Argelia. Asumió el puesto de primer ministro de Argelia de manera interina del 19 al 28 de diciembre de 2019.

## Biografía
Boukadoum nació el 1 de septiembre de 1958 en Constantina, Argelia.
Sabri Boukadoum fue primer secretario de la Embajada de Argelia en Hungría de 1987 a 1988, luego fue asesor de la misión permanente de Argelia ante las Naciones Unidas en Nueva York entre 1988 y 1992. De 1992 a 1993, fue director Adjunto de Asuntos Políticos, Naciones Unidas y Desarme en el Ministerio de Relaciones Exteriores, luego Director de Asuntos Políticos de 1993 a octubre de 1995.
Entre noviembre de 1996 y septiembre de 2001, fue embajador de Argelia en Costa de Marfil. Fue Jefe de Protocolo del Ministerio de Relaciones Exteriores de 2001 a 2005, Embajador de Argelia en Portugal de octubre de 2005 a agosto de 2009 y director general de las Américas en el Ministerio de Relaciones Exteriores de noviembre de 2009 a diciembre de 2013. En diciembre de 2013 asumió como representante permanente de Argelia ante las Naciones Unidas, hasta el 31 de marzo de 2019.
Fue nombrado Ministro de Asuntos Exteriores el 2 de abril de 2019 en el gobierno de Noureddine Bedoui, en reemplazo de Ramtane Lamamra. El 19 de diciembre de 2019 asumió el puesto de primer ministro interino nombrado por el presidente Abdelmadjid Tebboune hasta el 28 de diciembre de 2019 cuando fue sustituido por Abdelaziz Djerad. En el nuevo de gobierno de Djerad dado a conocer el 1 de enero de 2020, Boukadoum se mantiene como Ministro de Asuntos Exteriores de Argelia.